# Partido Nacional de Conciliación (Egipto)
El Partido Nacional de Conciliación (en árabe: Hizb Al-Wifak‎) es un pequeño partido político egipcio con una militancia de unos 185 miembros.  El partido presiona por el logro de una solución al asunto palestino. También llama a impulsar una integración económica árabe, estableciendo el mercado común árabe y manteniendo la seguridad nacional de los países árabes. el partido nominó a su líder, Refaat Al-Agroudy, como candidato a las primeras elecciones presidenciales competitivas del país en 2005. 

## Plataforma
La plataforma del partido propugna:
- Oponer resistencia a todos los esquemas imperialistas.
- Lograr una integración económica árabe.
- Lograr la autosuficiencia de los países árabes en materia de alimentos.
- Asegurar el derecho de los ciudadanos a participar en política.
- Establecer un mercado común de los países árabes y africanos.
- Prestar gran atención a la solución de los problemas de la educación, el desempleo y de la juventud.
- Reducir las medidas burocráticas.
- Fortalecer el monitoreo popular.